# Arnaldo Panizo
Arnaldo Panizo Avasolo, (*Lima, Perú, 7 de mayo de 1839 - † 16 de junio de 1892) fue un militar peruano que participó en la Guerra peruano-ecuatoriana y la Guerra del Pacífico.

## Primeros años
Arnaldo Panizo fue hijo del matrimonio del contralmirante Juan José Panizo y Talamantes, héroe naval asesinado durante la revolución de Prado y Montero el 24 de junio de 1865, y de Dolores Avasolo y Ailuardo.
Panizo Abasolo se casó en primeras nupcias con su prima Elena Otero Abasolo, con ella tuvo seis hijos: Alberto, César, Vidal Canuto, Francisco, Amanda y María Luisa. Esta última falleció durante el alumbramiento, hecho desafortunado que ocasionó también la muerte de su madre. Quedando viudo, Arnaldo Panizo contrajo segundas nupcias al año siguiente con Benjamina Vargas O’Dowling, una mujer peruana natural de Iquique cuando este territorio era todavía parte del Perú. Con Benjamina Vargas, Panizo Abasolo tuvo otros seis hijos: Aníbal, Arnaldo, Gonzalo, Rebeca, Elena y Doloritas, la última que falleció a los cuatro años de edad.

## Carrera militar
Ingresa el 8 de enero de 1856 a la Escuela Naval Militar. El 26 de marzo del mismo año es nombrado guardiamarina en la fragata de guerra Amazonas, comandada por el capitán de navío José Boterín.
Se decide por el arma de Artillería, siendo director su padre el capitán de navío Juan José Panizo. En 1859, por voluntad propia participa en la campaña contra el Ecuador en la 4.ª. Compañía de Artillería de Montaña, a las órdenes del teniente coronel Cristóbal Pérez de Salazar y en la 3.ª. Compañía del Escuadrón Volante a las órdenes del coronel Francisco Bolognesi hasta la ocupación de Guayaquil, regresando a Lima bajo la dirección del mariscal Ramón Castilla y Marquezado.
Ascendido a teniente, pasó a la Columna de Artillería con Plaza en el Callao, que mandaba el coronel Enrique Pareja. Capitán graduado, comandó la 6.ª. Compañía del Batallón 1.º de Marina a órdenes del coronel Mariano Noriega.
Regresó al Colegio Naval militar, a la Compañía de Cadetes como profesor, siendo director el general José Allende. En el mismo colegio ascendió a capitán efectivo y a sargento mayor, siendo director el coronel Joaquín Torrico. Estas clases fueron desconocidas por el Decreto Dictatorial del 7 de marzo de 1865, en vista de lo cual pidió su licencia indefinida.
Volvió al servicio en su clase de sargento mayor, destinado al Estado Mayor del Ejército del Centro, a órdenes del general Francisco Diez Canseco Corbacho. Suprimido dicho instituto, fue nombrado instructor del 1.er. Regimiento de la Guardia Nacional de Lima. Suprimido el puesto, quedó sin colocación 3 meses 29 días.
Llamado al servicio, fue destinado al Batallón de Artillería de Montaña como 3.er. jefe, a órdenes del coronel Emilio Castañón. Reorganizado el cuerpo del Arma con el título de Regimiento de Artillería de Montaña, quedó como 2.º jefe del 1.er. batallón, a órdenes del coronel Federico de la Puente. Ascendió a teniente coronel graduado el 11 de enero de 1872 y a efectivo el 7 de junio del mismo año, quedando como 1.er. jefe de dicho batallón.
Surgida la cuestión de los coroneles Gutiérrez, se retiró del servicio, negándose a tomar parte en la revolución; pero no habiendo resuelto su renuncia cuando estalló el movimiento, se reincorporó, habiendo contribuido al restablecimiento del orden a las órdenes de su jefe, el coronel Vidal García y García. Permaneció en su mismo puesto hasta que nuevamente organizado el Cuerpo con el título de Regimiento de Artillería de Campaña, fue nombrado 2.º. Jefe, puesto que desempeñó hasta el 28 de febrero en que fue nombrado 1.er. Jefe.

## Durante la Guerra del Pacífico

### Campañas de Tarapacá, Tacna y Arica
En la guerra con Chile, fue nombrado Jefe de las Fortificaciones de Arica y bajo su dirección se construyeron y artillaron los fuertes “Santa Rosa”, “San José” y “2 de Mayo” desde su trazo hasta su conclusión, uniéndose por una línea de fortificaciones pasajeras. Combatió en ellas el 27 de febrero de 1880 contra el monitor “Huáscar” y la corbeta “Magallanes” como comandante general de Artillería de Campaña y nombrado jefe de la Plaza por ese día.
El 17 de marzo, cuando la corbeta “Unión” rompió el bloqueo, el coronel Panizo fue nombrado, por el general en jefe, comandante general de las Baterías sólo para ese acto. El fuego de las baterías obligó a los buques enemigos a retirarse, librando la corbeta peruana de los ataques que intentaron, lo que la salvó de mayores daños.
Estuvo presente en las baterías del norte durante nueve días en el que el transporte chileno “Angamos”, bombardeó el puerto y las fortificaciones.
Participó en la batalla del Alto de la Alianza el 26 de mayo de 1880 como comandante general de Artillería de Campaña a las órdenes del general Narciso Campero y del contralmirante Lizardo Montero Flores. Después del desastre pudo salvar 2 piezas de artillería, 1 ametralladora, el parque sobrante y a 36 artilleros, con los que acompañó a los restos del ejército en su retirada a Tacna y después a Puno donde entregó, por Orden Suprema, el personal, ganado y material al coronel José la Torre, jefe del Estado Mayor del Segundo Ejército del Sur.

### Defensa de Lima
Fue comandante general de las Baterías de Chorrillos y Miraflores, comandando el día 13 y 15 de enero de 1881, las baterías “Mártir Olaya”, “Provisional” y “Marcavilca”, luchando durante más de ocho horas, sosteniendo las últimas tres horas en la batería principal “Mártir Olaya”, junto con sus artilleros, siendo el defensor del último baluarte de la defensa peruana, cuando el coronel en ese entonces Miguel Iglesias fue capturado a las 12:30pm y toda la defensa móvil había sido destruida. Desgraciadamente se atribuye Iglesias la última defensa, olvidando por completo la actuación de los artilleros del Morro Solar.

### Campaña de la Breña
Estuvo preso durante casi un mes, saliendo libre sin condiciones pero vigilado por los chilenos hasta el mes de agosto en que, aprovechando de una pelea de gallos en Ancón, logra escaparse y marchar a la sierra para continuar la guerra a las órdenes del presidente Nicolás de Piérola.En octubre de 1881 fue nombrado Comandante en Jefe del Ejército del Sur.
El coronel Panizo y el general Cáceres eran de la firme idea de no aceptar bajo ningún pretexto al gobierno de García Calderón, al que calificaban de títere.
El 6 de noviembre García Calderón es llevado preso a Santiago y Lizardo Montero ocupa su lugar. En este lapso Piérola, con la finalidad de poner al tanto de los planes y asegurar la unidad, viaja a Chosica a reunirse con Cáceres. En Tarma se entera de que el general lo había desconocido pero sin reconocer a García Calderón. Piérola, ya sin apoyo dimite en un decreto, ordenando a las fuerzas que le obedecían ponerse bajo el mando de Cáceres.
El 9 de diciembre Cáceres ordena a las fuerzas del Sur comandadas por Panizo su movilización al cuartel general en Huarochirí. Panizo ordena al Prefecto de Ayacucho, Benigno Samanéz, proveer de todos los materiales y alimentación para la movilización del Ejército del Sur. Envía cartas a los coroneles Ibarra, Suárez Moreno y La Torre a plegarse al ejército del Centro.
Cuando todo estaba listo para la movilización ocurrieron varias deserciones, entre ellas las del coronel José Barredo y en Abancay la de medio Regimiento “Dos de Mayo”, dejando la plaza de Ayacucho sin recursos para la movilización. Este hecho fue comunicado a Cáceres a su debido tiempo y el 30 de diciembre de 1881 dicta nuevas órdenes al Coronel para su traslado pero esta vez hacia Huancayo debido a tres factores: la epidemia de tifoidea que había en su ejército, las constantes deserciones nocturnas y la persecución que el ejército chileno había iniciado contra el Ejército del Centro.
Después de la Guerra del Pacífico prosigue en el servicio activo pero sin colocación hasta su muerte el 16 de junio de 1892.